# Gareth Rees
Pour les articles homonymes, voir Rees.
Pas d'image ? Cliquez ici

a Compétitions nationales et continentales officielles uniquement.

b Matchs officiels uniquement.
Dernière mise à jour le 27 décembre 2024.
Gareth Rees, né le 30 juin 1967 à Duncan (Colombie-Britannique), est un joueur canadien de rugby à XV. Il joue aux postes de demi d'ouverture, centre ou d'arrière.

## Biographie
Gareth Rees a fait ses études en Angleterre à la Harrow School, avant de commencer sa carrière de joueur. 
Pendant sa carrière internationale, il porte les couleurs du Canada 55 fois, étant capitaine à 55 occasions et inscrivant 491 points.
Il est le seul joueur à avoir participé aux quatre premières Coupes du monde. Il a été rejoint par son compatriote Al Charron comme joueurs canadiens ayant le plus disputé de Coupes du monde : 4. Il dispute donc quatre Coupes du Monde : 1987, 1991, 1995, 1999. Il arrête sa carrière internationale après la Coupe du monde 1999.
Il entre dans le Temple de la renommée IRB en 2011.
Il travaille ensuite au sein de la fédération canadienne « Rugby Canada » où il apporte sa connaissance du haut niveau et accompagne les entraîneurs à différents niveaux.

## Palmarès
- Vainqueur de la Coupe d'Angleterre : 1999, avec les Wasps
- Temple de la renommée IRB : 2011

## Sélection nationale
- équipe du Canada de rugby à XV
- 55 sélections
- 487 points
- participation à la Coupe du Monde 1987, 1991, 1995, 1999.